# دبليو 91 (قنبلة نووية)

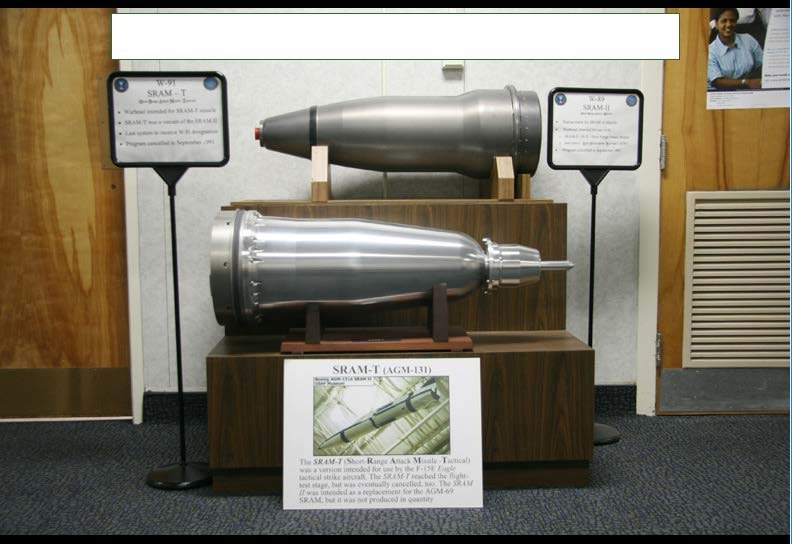

دبليو 91 هو رأس حربي نووي حراري أمريكي مخصص للاستخدام على نوع صاروخ جو-أرض.
دخل تصميم دبليو 91 في مسابقة تصميم المرحلة الثانية بين مختلف مختبرات الأسلحة النووية في نوفمبر 1988 وتصميم مختبر لوس ألاموس الوطني فاز بالمنافسة.
تم إلغاء التصميم في سبتمبر 1991 قبل إنتاج أي قنبلة وللمعلومية يعتبر طراز دبليو 91 كان آخر تصميم جديد للأسلحة النووية في الولايات المتحدة.